# جزایر بادگیر (جزایر انجمن)
جزایر بادگیر (به فرانسوی: Îles du Vent)، گروه شرقی جزایر انجمن در پلی‌نزی فرانسه، از مجموعه فرادریایی دولت فرانسه در جنوب اقیانوس آرام است. این جزایر همچنین قبلاً به افتخار جرج سوم پادشاه بریتانیا، جزایر جورج نامیده می‌شدند.

## جغرافیا
این مجمع الجزایر یک بخش اداری (به فرانسوی: subdivisions administratives)از پلی‌نزی فرانسه بوده و شامل جزایر زیر می‌باشد:
- تاهیتی[۴]
- موئورئا
- مِه هِه تی ئا
- تِتی آروآ
- مایئائو

مرکز این بخش اداری پاپِه ته در جزیره تاهیتی است. تاهیتی، موئورئا و مِه هِه تی ئا جزایر آتشفشانی هستند.مایئائو یک سازند جزیره ای آتشفشانی-مرجانی بوده و تِتی آروآ یک آب‌سنگ حلقوی یا (خوست)می‌باشد.